# Kivijoki (vattendrag i Finland, Norra Österbotten)
Kivijoki är ett vattendrag i Finland.   Det ligger i landskapet Norra Österbotten, i den centrala delen av landet, 600 km norr om huvudstaden Helsingfors.